# Цибор, Золтан
Зо́лтан Ци́бор Шу́хаи (венг. Czibor Suhai Zoltán; 23 августа 1929, Капошвар, Венгрия — 1 сентября 1997, Комаром, Венгрия) — венгерский футболист, фланговый нападающий. Выступал за сборную Венгрии. Занимает 58 место среди ста лучших футболистов XX века по версии Placar.

## Клубная карьера
Золтан Цибор родился в городе Капошвар в семье служащего железной дороги; у него было 6 братьев и сестёр (двое братьев играли в клубе «Комаром», а третий за «Локомотив» (Комаром). В возрасте 5 лет он начал заниматься спортом, придя в секцию прыжков в высоту. Однажды Цибор увидел молодых футболистов, игравших турнир на Кубок Капошвара. Он присоединился к ним и почти сразу обошёл игроков соперника и забил мяч. За этой игрой наблюдали боссы местной команды «Комаром», где Цибор начал свою карьеру. Вскоре началась война, и Цибор ушёл на фронт. По возвращении он вновь стал играть за «Комаром», однако его основным занятием стало вождение поезда. Во время матча «Комарома» с «Дьёром» в мае 1948 года игру Цибора заметил Шандор Мецеи, тренер молодёжной сборной Венгрии, который пригласил Цибора в молодёжную национальную команду.
После нескольких игр за «молодёжку» Цибор был замечен клубом «Ференцварош». В составе «Ференцвароша» он выиграл в 1949 году чемпионат Венгрии. Затем он недолго играл за «Чепель». В 1953 году Цибор перешёл в «Гонвед», являвшийся командой, которая поддерживалась министерством обороны Венгрии и благодаря всеобщему призыву набирала футболистов со всей страны. В составе «Гонведа» Цибор провёл 175 матчей, в которых забил 100 голов (из них 20 голов в чемпионате 1955 года, в котором Цибор стал лучшим бомбардиром), он дважды выигрывал с клубом чемпионат Венгрии.
В декабре 1953 года награждён орденом Труда «за достижения в области футбола и ряд одержанных побед» и за победу над сборной Англии в выездной товарищеской игре.
В 1956 году «Гонвед» впервые участвовал в Кубке европейских чемпионов. В первом раунде турнира клуб встречался с испанским «Атлетиком». Первую игру на выезде «Гонвед» проиграл 2:3, и футболисты приняли решение не возвращаться в Венгрию из-за событий венгерской революции. Ответный матч состоялся на стадионе «Эйзель» в Брюсселе. В этой игре голкипер «Гонведа» получил травму и продолжить матч не смог, в результате в ворота пришлось встать Цибору из-за существовавших тогда правил, запрещающих замены. Матч завершился со счётом 3:3, что означало для венгерского клуба вылет из турнира. После этого футболисты вывезли свои семьи из Венгрии и организовали серию товарищеских матчей в Италии, Португалии, Испании, Франции и Бразилии, несмотря на протесты ФИФА и руководителей венгерского футбола. После этого несколько игроков «Гонведа» вернулись в Венгрию, а другая часть осталась в Западной Европе.
В Западной Европе Цибор начал выступления в «Роме», за которую провёл пару неофициальных игр. Однако выступлениям за «Рому» помешал запрет ФИФА, куда обратилось руководство «Гонведа», несмотря на то, что Цибор подписал контракт с римским клубом и уже поселился в квартире, предложенной «Ромой» по договору. Позже Ладислао Кубала, также беженец, пригласил Цибора и Шандора Кочиша в «Барселону». Трансфер Цибора обошёлся Барселоне в 100 тыс. долларов, также клуб оплатил все долги Цибора, долгое время не зарабатывавшего. Цибор дебютировал в составе «Барселоны» 19 марта 1958 года в товарищеском матче со швейцарским клубом «Янг Феллоуз» и забил два мяча; игра завершилась со счётом 4:4. Через несколько месяцев, 14 сентября, он дебютировал в официальном матче против «Валенсии»; игра завершилась победой «Барсы» 6:0, а Цибор забил один из мячей. За «Барселону» Цибор провёл 3 сезона и выиграл в её составе несколько испанских и европейских трофеев. Участвовал в финале Кубка чемпионов, где Барселона проиграла 2:3 «Бенфике» на стадионе «Ванкдорф», на котором в 1954 году сборная Венгрии проиграла в финале чемпионата мира.
После «Барселоны» Цибор играл за клубы «Эспаньол», «Базель», «Аустрию», «Примо Хэмилтон» и «Торонто Сити», в котором завершил футбольную карьеру.
В 1966 году Цибор развёлся с женой, которая забрала с собой детей Золтана, включая сына-инвалида, лишившегося ноги из-за пожара в лифте. В результате развода он был вынужден продать кафе «Голубой Дунай», которое купил на деньги, заработанные футболом. После смены режима Цибор в 1990 году вернулся в Венгрию, там он работал президентом «Комарома» вплоть до своей кончины в 1997 году.

## Международная карьера
За сборную Венгрии Цибор играл с 1949 по 1956 год. Он провёл за национальную команду 43 матча и забил 17 голов. Цибор дебютировал в составе национальной команды 8 мая 1949 года в матче с Австрией, выигранном венграми 6:1. Цибор был частью знаменитой «Золотой команды», которая провела 32 матча подряд без поражений. В составе сборной Цибор выиграл Олимпиаду 1952, в финале которой Цибор забил второй гол в ворота сборной Югославии. Также Цибор выиграл со сборной Кубок Центральной Европы в 1953 году. Спустя год стал серебряным призёром чемпионата мира, в финале которого Цибор забил второй гол своей команды в ворота сборной ФРГ, а также забил гол и сделал две результативные передачи в полуфинале со сборной Уругвая.

## Достижения

### Командные
- Чемпион Венгрии: 1949, 1954, 1955
- Олимпийский чемпион: 1952
- Обладатель Кубка Центральной Европы: 1953
- Вице-чемпион мира: 1954
- Обладатель Кубка Испании: 1959
- Чемпион Испании: 1959, 1960
- Обладатель Кубка ярмарок: 1960

### Личные
- Лучший бомбардир чемпионата Венгрии: 1955 (20 голов)

## Статистика выступлений
| Клуб             | Сезон            | Лига | Лига | Кубки | Кубки | Еврокубки | Еврокубки | Прочие | Прочие | Итого | Итого |
| Клуб             | Сезон            | Игры | Голы | Игры  | Голы  | Игры      | Голы      | Игры   | Голы   | Игры  | Голы  |
| ---------------- | ---------------- | ---- | ---- | ----- | ----- | --------- | --------- | ------ | ------ | ----- | ----- |
| Ференцварош      | 1948/49          | 30   | 18   | -     | -     | -         | -         | 7      | 2      | 37    | 20    |
| Ференцварош      | 1949/50          | 25   | 11   | -     | -     | -         | -         | 0      | 0      | 25    | 11    |
| Ференцварош      | 1950             | 15   | 4    | -     | -     | -         | -         | 1      | 1      | 16    | 5     |
| Ференцварош      | Итого            | 70   | 33   | 0     | 0     | 0         | 0         | 8      | 3      | 78    | 36    |
| Сборная ЭДОС     | 1950             | -    | -    | -     | -     | -         | -         | 2      | 2      | 2     | 2     |
| Сборная ЭДОС     | Итого            | 0    | 0    | 0     | 0     | 0         | 0         | 2      | 2      | 2     | 2     |
| Вашаш (Чепель)   | 1951             | 25   | 8    | ?     | ?     | -         | -         | 0      | 0      | 25+   | 8+    |
| Вашаш (Чепель)   | 1952             | 26   | 9    | 0     | 0     | -         | -         | 0      | 0      | 26    | 9     |
| Вашаш (Чепель)   | Итого            | 51   | 17   | ?     | ?     | 0         | 0         | 0      | 0      | 51+   | 17+   |
| Гонвед           | 1953             | 25   | 16   | 3     | 5     | -         | -         | 0      | 0      | 28    | 21    |
| Гонвед           | 1954             | 21   | 10   | -     | -     | -         | -         | 0      | 0      | 21    | 10    |
| Гонвед           | 1955             | 21   | 20   | 1+    | 0     | 4         | 3         | 0      | 0      | 26+   | 23    |
| Гонвед           | 1956             | 13   | 12   | ?     | 0     | 2         | 0         | 0      | 0      | 15+   | 12    |
| Гонвед           | Итого            | 80   | 58   | 4+    | 5     | 6         | 3         | 0      | 0      | 90+   | 66    |
| Барселона        | 1958/59          | 20   | 7    | 1     | 0     | 4         | 4         | 0      | 0      | 25    | 11    |
| Барселона        | 1959/60          | 10   | 6    | 3     | 2     | 2         | 1         | 0      | 0      | 15    | 9     |
| Барселона        | 1960/61          | 8    | 4    | 4     | 4     | 6         | 3         | 0      | 0      | 18    | 11    |
| Барселона        | Итого            | 36   | 17   | 8     | 6     | 12        | 8         | 0      | 0      | 58    | 31    |
| Эспаньол         | 1961/62          | 10   | 2    | 1     | 1     | 4         | 0         | 0      | 0      | 15    | 3     |
| Эспаньол         | Итого            | 10   | 2    | 1     | 1     | 4         | 0         | 0      | 0      | 15    | 3     |
| Базель           | 1962/63          | 0    | 0    | 0     | 0     | 0         | 0         | 0      | 0      | 0     | 0     |
| Базель           | Итого            | 0    | 0    | 0     | 0     | 0         | 0         | 0      | 0      | 0     | 0     |
| Аустрия (Вена)   | 1962/63          | 1    | 0    | 0     | 0     | 0         | 0         | 0      | 0      | 1     | 0     |
| Аустрия (Вена)   | Итого            | 1    | 0    | 0     | 0     | 0         | 0         | 0      | 0      | 1     | 0     |
| Грассхоппер      | 1963/64          | 3    | 1    | 0     | 0     | 0         | 0         | 0      | 0      | 3     | 1     |
| Грассхоппер      | Итого            | 3    | 1    | 0     | 0     | 0         | 0         | 0      | 0      | 3     | 1     |
| Оспиталет        | 1963/64          | 3    | 0    | 1     | 0     | -         | -         | 0      | 0      | 4     | 0     |
| Оспиталет        | Итого            | 3    | 0    | 1     | 0     | 0         | 0         | 0      | 0      | 4     | 0     |
| Торонто Хунгария | 1964             | 1    | 0    | -     | -     | -         | -         | 0      | 0      | 1     | 0     |
| Торонто Хунгария | Итого            | 1    | 0    | 0     | 0     | 0         | 0         | 0      | 0      | 1     | 0     |
| Всего за карьеру | Всего за карьеру | 257  | 128  | 14+   | 12+   | 22        | 11        | 10     | 5      | 303+  | 156+  |